# Цадельсдорф
Цадельсдорф (нем. Zadelsdorf) — деревня в Германии, в земле Тюрингия, входит в район Грайц в составе городского округа Цойленрода-Трибес.
Население составляет 147 человек (на 31 декабря 2013 года). Занимает площадь 5,77 км².

## История
Первое упоминание о поселении относится к 1324 году.
1 декабря 2011 года, после проведённых реформ, Цадельсдорф вошёл в состав городского округа Цойленрода-Трибес в качестве района.